# Sabina alba
Sabina alba är en cypressväxtart som först beskrevs av Joseph Knight och Élie Abel Carrière, och fick sitt nu gällande namn av Franz Antoine. Sabina alba ingår i släktet Sabina och familjen cypressväxter. Inga underarter finns listade i Catalogue of Life.